# توتالیپینا
توتالیپینا (به اسپانیایی: Tutallipina) یک کوه در پرو است که در پرو واقع شده‌است. توتالیپینا ۵٬۲۰۰ متر بالاتر از سطح دریا واقع شده‌است.